# Anne-Marie Londen
Agnes Anne-Marie Londen, född 10 september 1938 i Helsingfors, är en finländsk språkforskare. 
Londen var lektor i svenska språket vid Svenska social- och kommunalhögskolan 1974–1993 och högskolans prorektor 1990–1992. Hon var även forskningsassistent vid Finlands Akademi 1985–1988 och blev filosofie doktor 1989 på avhandlingen Litterärt talspråk. Studier i Runar Schildts berättarteknik med särskild hänsyn till dialogen, vilken belönades med Statsrådet Mauritz Hallbergs pris 1991. Hon var biträdande professor vid Helsingfors universitet 1994–1998 och professor i nordiska språk där 1998–2003. 
Londen räknas som en banbrytare inom finländsk samtalsanalys. Hon var ansvarig ledare för projektet Svenska samtal i Helsingfors 1990–1995 och vetenskapligt ansvarig för ett delprojekt inom det svensk-finländska projektet Samtalsspråkets grammatik 2000–2006. Tillsammans med Elisabet Engdahl gav hon ut boken Interaktion och kontext. Nio studier av svenska samtal (2007). 
Londen var redaktionssekreterare för Nya Argus 1982–1994, medlem av Svenska språknämnden i Finland 1982–1988, ordförande i direktionen för föreningen Brages urklippsverk 1991–1992, dess vice ordförande 1993–1999, och vice ordförande i Föreningen för nordisk filologi 1993–1995. Hon blev korresponderande medlem i Svenska litteratursällskapet i Finland 1999.